# Eriobotrya poilanei
Eriobotrya poilanei är en rosväxtart som beskrevs av Jules Eugène Vidal. Eriobotrya poilanei ingår i släktet eriobotryor, och familjen rosväxter. Inga underarter finns listade i Catalogue of Life.